# Nejlepší hráč
Nejlepší hráč (v anglickém originále He Got Game) je americký dramatický film z roku 1998. Režisérem filmu je Spike Lee. Hlavní role ve filmu ztvárnili Denzel Washington, Ray Allen, Milla Jovovich, John Turturro a Rosario Dawson.

## Obsazení
| Denzel Washington  | Jake Shuttlesworth  |
| Ray Allen          | Jesus Shuttlesworth |
| Milla Jovovich     | Dakota Barns        |
| John Turturro      | Billy Sunday        |
| Rosario Dawson     | Lala Bonilla        |
| Jim Brown          | Spivey              |
| Joseph Lyle Taylor | Crudup              |
| Hill Harper        | Coleman Sykes       |